# Phyllachora asterigena
Phyllachora asterigena är en svampart som beskrevs av Ellis & Everh. 1893. Phyllachora asterigena ingår i släktet Phyllachora och familjen Phyllachoraceae.   Inga underarter finns listade i Catalogue of Life.